# Tràng Sơn
Tràng Sơn là một xã thuộc huyện Đô Lương, tỉnh Nghệ An, Việt Nam.
Xã Tràng Sơn có diện tích 9,46 km², dân số năm 1999 là 8559 người, mật độ dân số đạt 905 người/km².